# Antiamerikanizam
Antiamerikanizam je oblik neslaganja ili mržnje prema Amerikancima, njihovoj kulturi, te politici Sjedinjenih Američkih Država (posebno spoljnjoj politici).
Antiamerikanizam se izraženije pojavio u Evropi nakon uloge u Drugom svjetskom ratu, posebno tokom Hladnog rata kada je bio ideološki motivisan. Dugo je bio široko rasprostranjen u ljevim krugovima, na primjer zbog Vijetnamskog rata. Nakon pada Sovjetskog Saveza, SAD postaje jedina supersila prema kojoj val antiamerikanizma ponovo dobiva na zamahu, u primarno spoljnopolitičkom obliku.
Izraženi politički antiamerikanizam danas je rasprostranjen u Iranu, Kubi i Sjevernoj Koreji.

## Literatura
- (језик: енглески) Beeman, William O. The Great Satan vs. the Mad Mullahs: How the United States and Iran Demonize Each Other, Greenwood Publishing Group, 2005
- (језик: енглески) Friedman, Max Paul. Rethinking Anti-Americanism: The History of an Exceptional Concept in American Foreign Relations, Cambridge University Press, 2012
- Klautke, Egbert (2011). „Anti-Americanism in Twentieth-Century Europe” (PDF). The Historical Journal. 54 (4): 1125—1139. S2CID 154765941. doi:10.1017/S0018246X11000276.